# Спортивная гимнастика на летних Олимпийских играх 2008 — кольца
Соревнования на коне среди мужчин на летних Олимпийских играх 2008 года состоялись в Государственном дворце спорта Пекина 18 августа. В соревнованиях участвовали 8 гимнастов (не более двух от одной страны). У каждого гимнаста было только одно выступление.
Чемпионом стал китаец Чэнь Ибин, серебряным призёром — его соотечественник Ян Вэй, а бронзовым призёром — украинец Александр Воробьёв. Самым возрастным участником финала стал болгарин Йордан Йовчев, который, однако, показал самый низкий результат.

## Результаты
| Место | Спортсмен          | База  | За технику | Штраф | Итог   |
| ----- | ------------------ | ----- | ---------- | ----- | ------ |
| 1     | Чэнь Ибин          | 7.300 | 9.300      | -     | 16.600 |
| 2     | Ян Вэй             | 7.500 | 8.925      | -     | 16.425 |
| 3     | Александр Воробьёв | 7.200 | 9.125      | -     | 16.325 |
| 4     | Андреа Копполино   | 7.100 | 9.125      | -     | 16.225 |
| 5     | Данни Родригес     | 7.500 | 8.725      | -     | 16.225 |
| 6     | Матео Моранди      | 7.100 | 9.100      | -     | 16.200 |
| 7     | Роберт Стэнеску    | 7.000 | 8.825      | -     | 15.825 |
| 8     | Йордан Йовчев      | 6.800 | 8.725      | -     | 15.525 |